# Hapalopus nondescriptus
Hapalopus nondescriptus är en spindelät som beskrevs av Cândido Firmino de Mello-Leitão 1926. 
Hapalopus nondescriptus ingår i släktet Hapalopus och familjen fågelspindlar. Inga underarter finns listade i Catalogue of Life.